# Rokevious Watkins
Rokevious P. Watkins (Fairburn, 24 febbraio 1989) è un giocatore di football americano statunitense che gioca nel ruolo di guardia per i Kansas City Chiefs della National Football League (NFL). Fu scelto nel corso del quinto giro (150º assoluto) del Draft NFL 2012 dai St. Louis Rams. Al college ha giocato a football a South Carolina.

## Carriera professionistica

### St. Louis Rams
Il 28 aprile 2012, Watkins fu scelto nel corso del quinto giro del Draft 2012 dai St. Louis Rams. Debuttò come professionista nella settimana 1 contro i Detroit Lions e quella fu la sua unica presenza nella sua stagione da rookie. Il 24 luglio 2013 fu svincolato dopo essersi presentato al training camp in sovrappeso per il secondo anno consecutivo.

### Kansas City Chiefs
Il 3 agosto 2013, Watkins firmò coi Kansas City Chiefs. Con essi nel 2013 disputò 3 partite, di cui la prima come titolare nell'ultimo turno della stagione contro i San Diego Chargers. Il 3 luglio 2014, Watkins fu sospeso dalla lega per quattro partite per abuso di sostanze vietate.

## Statistiche
| Partite totali | 4 |
| Partite totali | 1 |

Statistiche aggiornate alla stagione 2013